# Rhyacophila italica
Rhyacophila italica är en nattsländeart som beskrevs av Moretti 1981. Rhyacophila italica ingår i släktet Rhyacophila och familjen rovnattsländor. Utöver nominatformen finns också underarten R. i. ilvana.